# Campionati del mondo di ciclismo su pista 2010
I Campionati del mondo di ciclismo su pista 2010 (en.: 2010 UCI Track World Championships) si svolsero a Ballerup, in Danimarca, tra il 24 e il 28 marzo.
Il programma comprendeva 19 eventi, di cui 10 maschili e 9 femminili.

## Eventi
Mercoledì 24 marzo
- 18:30-19:35 500 metri a cronometro femminile
- 20:05-20:50 Corsa a punti 40 km maschile
- 21:00-21:15 Inseguimento individuale femminile
- 21:25-21:35 Velocità a squadre maschile

Giovedì 25 marzo
- 18:45-19:15 Scratch 15 km maschile
- 19:40-19:50 Velocità a squadre femminile
- 19:50-20:05 Inseguimento individuale maschile
- 20:15-20:30 Inseguimento a squadre femminile
- 20:50-21:00 Keirin

Venerdì 26 marzo
- 18:45-20:00 Chilometro a cronometro maschile
- 20:30-20:45 Inseguimento a squadre maschile
- 20:45-21:05 Scratch 10 km femminile

Sabato 27 marzo
- 16:35-17:30 Americana 50 km
- 17:55-18:20 Omnium femminile
- 18:20-18:25 Velocità femminile

Domenica 28 marzo
- 16:05-16.35 Corsa a punti 25 km femminile
- 16:35-17:00 Omnium maschile
- 17:30-17:40 Keirin femminile
- 18:00-18:05 Velocità maschile

## Partecipanti
Ai campionati partecipano 43 Paesi affiliati all'Unione Ciclistica Internazionale.
| Paese     | Ciclisti | Paese         | Ciclisti |
| --------- | -------- | ------------- | -------- |
| Sudafrica | 3        | Germania      | 26       |
| Argentina | 3        | Australia     | 29       |
| Austria   | 8        | Azerbaigian   | 1        |
| Belgio    | 12       | Bielorussia   | 8        |
| Brasile   | 3        | Canada        | 14       |
| Cile      | 3        | Cina          | 21       |
| Colombia  | 3        | Corea del Sud | 3        |
| Cuba      | 3        | Danimarca     | 28       |
| Spagna    | 36       | Stati Uniti   | 16       |
| Francia   | 27       | Gran Bretagna | 20       |
| Grecia    | 12       | Hong Kong     | 15       |

| Paese         | Ciclisti | Paese         | Ciclisti |
| ------------- | -------- | ------------- | -------- |
| Indonesia     | 3        | Iran          | 3        |
| Irlanda       | 13       | Italia        | 20       |
| Giappone      | 13       | Kazakistan    | 3        |
| Lituania      | 13       | Malaysia      | 14       |
| Moldavia      | 3        | Messico       | 11       |
| Nuova Zelanda | 20       | Uzbekistan    | 3        |
| Paesi Bassi   | 26       | Polonia       | 18       |
| Russia        | 36       | Rep. Ceca     | 9        |
| Svizzera      | 11       | Slovacchia    | 3        |
| Thailandia    | 3        | Taipei cinese | 3        |
| Ucraina       | 20       |               |          |

## Medagliere
| Pos.   | Nazione       | Oro | Argento | Bronzo | Totale |
| ------ | ------------- | --- | ------- | ------ | ------ |
| 1      | Australia     | 6   | 2       | 2      | 10     |
| 2      | Gran Bretagna | 3   | 5       | 1      | 9      |
| 3      | Francia       | 2   | 3       | 2      | 7      |
| 4      | Stati Uniti   | 2   | 0       | 1      | 3      |
| 5      | Canada        | 2   | 0       | 0      | 2      |
| 6      | Lituania      | 1   | 1       | 3      | 5      |
| 7      | Paesi Bassi   | 1   | 1       | 0      | 2      |
| 8      | Germania      | 1   | 0       | 1      | 2      |
| 9      | Danimarca     | 1   | 0       | 0      | 1      |
| 10     | Nuova Zelanda | 0   | 2       | 2      | 4      |
| 11     | Cina          | 0   | 2       | 0      | 2      |
| 12     | Colombia      | 0   | 1       | 0      | 1      |
| 12     | Malaysia      | 0   | 1       | 0      | 1      |
| 12     | Cuba          | 0   | 1       | 0      | 1      |
| 15     | Bielorussia   | 0   | 0       | 3      | 3      |
| 16     | Rep. Ceca     | 0   | 0       | 1      | 1      |
| 16     | Giappone      | 0   | 0       | 1      | 1      |
| 16     | Belgio        | 0   | 0       | 1      | 1      |
| 16     | Spagna        | 0   | 0       | 1      | 1      |
| Totale | Totale        | 19  | 19      | 19     | 57     |

## Podi
| Evento                            | Oro                                                                             | Prestazione | Argento                                                             | Prestazione | Bronzo                                                            | Prestazione |
| Uomini                            |                                                                                 |             |                                                                     |             |                                                                   |             |
| Chilometro a cronometro dettagli  | Teun Mulder Paesi Bassi                                                         | 1'00"341    | Michaël D'Almeida Francia                                           | 1'00"884    | François Pervis Francia                                           | 1'01"024    |
| Keirin dettagli                   | Chris Hoy Gran Bretagna                                                         |             | Azizulhasni Awang Malaysia                                          |             | Maximilian Levy Germania                                          |             |
| Velocità dettagli                 | Grégory Baugé Francia                                                           |             | Shane Perkins Australia                                             |             | Kévin Sireau Francia                                              |             |
| Velocità a squadre dettagli       | Germania Robert Förstemann Maximilian Levy Stefan Nimke                         | 43"433      | Francia Grégory Baugé Michaël D'Almeida Kévin Sireau                | 43"453      | Gran Bretagna Ross Edgar Chris Hoy Jason Kenny                    | 43"590      |
| Inseguimento individuale dettagli | Taylor Phinney Stati Uniti                                                      | 4'16"600    | Jesse Sergent Nuova Zelanda                                         | 4'18"459    | Jack Bobridge Australia                                           | 4'18"066    |
| Inseguimento a squadre dettagli   | Australia Jack Bobridge Rohan Dennis Michael Hepburn Cameron Meyer Leigh Howard | 3'55"654    | Gran Bretagna Steven Burke Ed Clancy Ben Swift Andrew Tennant       | 3'55"806    | Nuova Zelanda Sam Bewley Westley Gough Peter Latham Jesse Sergent | 3'59"475    |
| Corsa a punti dettagli            | Cameron Meyer Australia                                                         | 70          | Peter Schep Paesi Bassi                                             | 33          | Milan Kadlec Rep. Ceca                                            | 27          |
| Americana dettagli                | Australia Cameron Meyer Leigh Howard                                            | 16          | Francia Morgan Kneisky Christophe Riblon                            | 6           | Belgio Ingmar De Poortere Steve Schets                            | 5           |
| Scratch dettagli                  | Alex Rasmussen Danimarca                                                        |             | Juan Esteban Arango Colombia                                        |             | Kazuhiro Mori Giappone                                            |             |
| Omnium dettagli                   | Ed Clancy Gran Bretagna                                                         | 24          | Leigh Howard Australia                                              | 32          | Taylor Phinney Stati Uniti                                        | 33          |
| Donne                             |                                                                                 |             |                                                                     |             |                                                                   |             |
| 500m a cronometro dettagli        | Anna Meares Australia                                                           | 33”381      | Simona Krupeckaitė Lituania                                         | 33”462      | Vol'ha Panaryna Bielorussia                                       | 33”779      |
| Keirin dettagli                   | Simona Krupeckaitė Lituania                                                     |             | Victoria Pendleton Gran Bretagna                                    |             | Vol'ha Panaryna Bielorussia                                       |             |
| Velocità dettagli                 | Victoria Pendleton Gran Bretagna                                                |             | Guo Shuang Cina                                                     |             | Simona Krupeckaitė Lituania                                       |             |
| Velocità a squadre dettagli       | Australia Kaarle McCulloch Anna Meares                                          | 32"923      | Cina Gong Jinjie Lin Junhong                                        | 33"192      | Lituania Gintarė Gaivenytė Simona Krupeckaitė                     | 33"109      |
| Inseguimento individuale dettagli | Sarah Hammer Stati Uniti                                                        | 3'28"601    | Wendy Houvenaghel Gran Bretagna                                     | 3'32"496    | Vilija Sereikaite Lituania                                        | 3'32"085    |
| Inseguimento a squadre dettagli   | Australia Ashlee Ankudinoff Sarah Kent Josephine Tomic                          | 3'21"748    | Gran Bretagna Elizabeth Armitstead Wendy Houvenaghel Joanna Rowsell | 3'22"287    | Nuova Zelanda Rushlee Buchanan Lauren Ellis Alison Shanks         | 3'21"552    |
| Corsa a punti dettagli            | Tara Whitten Canada                                                             | 36          | Lauren Ellis Nuova Zelanda                                          | 33          | Taccjana Šarakova Bielorussia                                     | 33          |
| Scratch dettagli                  | Pascale Jeuland Francia                                                         |             | Yumari González Cuba                                                |             | Belinda Goss Australia                                            |             |
| Omnium dettagli                   | Tara Whitten Canada                                                             | 23          | Elizabeth Armitstead Gran Bretagna                                  | 29          | Leire Olaberria Spagna                                            | 30          |